# Architecture in Helsinki
Architecture in Helsinki – australijski zespół twee popowy założony w Melbourne w 2000 roku. Członkowie zespołu znani są przede wszystkim ze swojej multiinstrumentalności (w swojej muzyce wykorzystują wiele instrumentów – od różnego rodzaju syntezatorów po gitary i bębny). Architecture in Helsinki zagrali na Off Festival w Mysłowicach w sierpniu 2007 roku.

## Dyskografia

### Albumy
- Fingers Crossed (2003)
- In Case We Die (2005)
- Places Like This (2007)
- Moment Bends (2011)